# Grande Prémio Internacional CTT Correios de Portugal 2009
Il Grande Prémio Internacional CTT Correios de Portugal 2009, decima edizione della corsa, si svolse dall'11 al 14 giugno su un percorso di 639 km ripartiti in 4 tappe con partenza a Caldas da Rainha e arrivo a Póvoa de Varzim. Fu vinto dallo spagnolo Adrián Palomares della Contentpolis-Ampo davanti al bulgaro Danail Petrov e al portoghese André Cardoso.

## Tappe
| Tappa  | Data      | Percorso                      | km    | Vincitore di tappa | Leader cl. generale |
| ------ | --------- | ----------------------------- | ----- | ------------------ | ------------------- |
| 1ª     | 11 giugno | Caldas da Rainha > Aveiro     | 176,5 | Manuel Cardoso     | Manuel Cardoso      |
| 2ª     | 12 giugno | Águeda > Lamego               | 168   | Rubén Plaza        | Manuel Cardoso      |
| 3ª     | 13 giugno | Fafe > Mondim de Basto        | 139,5 | Adrián Palomares   | Adrián Palomares    |
| 4ª     | 14 giugno | Santo Tirso > Póvoa de Varzim | 154,9 | Eric Baumann       | Adrián Palomares    |
| Totale | Totale    | Totale                        | 639   |                    |                     |

## Dettagli delle tappe

### 1ª tappa
- 11 giugno: Caldas da Rainha > Aveiro – 176,5 km

| Pos. | Corridore         | Squadra      | Tempo    |
| ---- | ----------------- | ------------ | -------- |
| 1    | Manuel Cardoso    | Liberty Seg. | 4h09'03" |
| 2    | Bruno Antero Lima | Madeinox     | s.t.     |
| 3    | César Quitério    | CC Loulé     | s.t.     |

| Pos. | Corridore          | Squadra      | Tempo    |
| ---- | ------------------ | ------------ | -------- |
| 1    | Manuel Cardoso     | Liberty Seg. | 4h08'53" |
| 2    | Grischa Janorschke | Rheinland    | a 3"     |
| 3    | Bruno Antero Lima  | Madeinox     | a 4"     |

### 2ª tappa
- 12 giugno: Águeda > Lamego – 168 km

| Pos. | Corridore      | Squadra      | Tempo    |
| ---- | -------------- | ------------ | -------- |
| 1    | Rubén Plaza    | Liberty Seg. | 4h24'25" |
| 2    | Eric Baumann   | Sparkasse    | a 3"     |
| 3    | Manuel Cardoso | Liberty Seg. | s.t.     |

| Pos. | Corridore      | Squadra      | Tempo    |
| ---- | -------------- | ------------ | -------- |
| 1    | Manuel Cardoso | Liberty Seg. | 8h33'17" |
| 2    | Rubén Plaza    | Liberty Seg. | a 1"     |
| 3    | Tiago Machado  | Madeinox     | a 6"     |

### 3ª tappa
- 13 giugno: Fafe > Mondim de Basto – 139,5 km

| Pos. | Corridore        | Squadra      | Tempo    |
| ---- | ---------------- | ------------ | -------- |
| 1    | Adrián Palomares | Contentpolis | 3h49'37" |
| 2    | Danail Petrov    | Madeinox     | a 30"    |
| 3    | André Cardoso    | Palmeiras    | a 32"    |

| Pos. | Corridore        | Squadra     | Tempo     |
| ---- | ---------------- | ----------- | --------- |
| 1    | Adrián Palomares | Contentpol. | 12h22'58" |
| 2    | Danail Petrov    | Madeinox    | a 34"     |
| 3    | André Cardoso    | Palmeiras   | a 38"     |

### 4ª tappa
- 14 giugno: Santo Tirso > Póvoa de Varzim – 154,9 km

| Pos. | Corridore         | Squadra      | Tempo    |
| ---- | ----------------- | ------------ | -------- |
| 1    | Eric Baumann      | Sparkasse    | 3h24'01" |
| 2    | Bruno Antero Lima | Madeinox     | s.t.     |
| 3    | Manuel Cardoso    | Liberty Seg. | s.t.     |

| Pos. | Corridore        | Squadra     | Tempo     |
| ---- | ---------------- | ----------- | --------- |
| 1    | Adrián Palomares | Contentpol. | 15h46'59" |
| 2    | Danail Petrov    | Madeinox    | a 34"     |
| 3    | André Cardoso    | Palmeiras   | a 38"     |

## Classifiche finali

### Classifica generale
| Pos. | Corridore           | Squadra      | Tempo     |
| ---- | ------------------- | ------------ | --------- |
| 1    | Adrián Palomares    | Contentpol.  | 15h46'59" |
| 2    | Danail Petrov       | Madeinox     | a 34"     |
| 3    | André Cardoso       | Palmeiras    | a 38"     |
| 4    | Tiago Machado       | Madeinox     | a 41"     |
| 5    | Virgílio dos Santos | Paredes      | a 55"     |
| 6    | Nélson Vitorino     | Palmeiras    | a 1'06"   |
| 7    | Dmitrij Ignat'ev    | Lokomotiv    | a 1'19"   |
| 8    | Miguel Ángel Candil | Paredes      | a 2'52"   |
| 9    | Carlos Nozal        | Liberty Seg. | a 2'53"   |
| 10   | Constantino Zaballa | Paredes      | a 2'58"   |